# ホリデー (企業)
株式会社ホリデー（HOLIDAY Co., Ltd.）は、大阪市浪速区湊町に本社を置く企業。「ホリデー車検」の名称で車検・自動車整備のサービスをフランチャイズ展開している。

## 概要
1994年1月に前身である双輪自動車株式会社（現・ホリデー・カーサービス）にて、短時間・立会い型の「ホリデー車検」を開発・商品化し販売開始。1995年に自動車検査登録制度見直しなどの規制緩和が実施されたのを機に、1996年1月25日に株式会社ホリデーを設立し、フランチャイズを展開。双輪自動車株式会社桜川工場（現・株式会社ホリデー・カーサービス　桜川工場）は1号店としてオープン。
社名・サービス名は、当時、自動車整備としては珍しく休日に車検が受けられたことに由来する。

## 沿革
- 1994年 - 双輪自動車株式会社にて「ホリデー車検」販売開始。フランチャイズ1号店として「ホリデー車検 大阪」（現・ホリデー車検 桜川）をオープン。
- 1996年 - 大阪市浪速区木津川に株式会社ホリデー設立。
- 1998年 - 双輪自動車の経営権を取得。社名を株式会社ホリデー・カーサービスに変更。
- 2000年 - ISO 9002認証取得。
- 2001年 - ISO 9001：2000認証を本部及び123加盟店で一斉取得。
- 2002年
  - 伊藤忠エネクスとの合弁会社「カーライフホリデー株式会社」を設立。
  - 東京事務所を東京都渋谷区に開設。
- 2003年
  - 奈良県北葛城郡河合町に「ホリデー車検 法隆寺」として直営工場の運営を開始。
  - 日本パラリンピック委員会協賛会員に加盟。
  - 社団法人日本フランチャイズチェーン協会に正会員として加盟。
  - ISO 14001認証を本部及び2事業所と加盟店で取得。
- 2004年
  - ホリデー車検「システム導入研修」が大阪府の認定職業訓練に認定される。
  - 兵庫県神戸市長田区に「ホリデー車検 神戸」（現・ホリデー車検 長田）としてグループ直営工場の運営を開始。
  - ISO 14001認証を12加盟店で拡大取得（合計74加盟店が取得）
- 2006年 - 福島県いわき市に「株式会社ホリデー・オートテクノ」を設立。「ホリデー車検 小名浜」として、4店目のグループ直営工場の運営を開始。
- 2008年 - 温暖化防止に貢献するためチーム・マイナス6％参加。
- 2010年 - 温暖化防止に貢献するためチャレンジ25キャンペーン参加。
- 2012年 - 大阪本社を大阪市浪速区湊町に移転。
- 2013年
  - 東京事務所を東京都中央区に移転。
  - 株式会社ホリデー・オートテクノ、および株式会社ホリデー・カーサービスを吸収合併。
- 2016年7月 - 代表取締役社長の松川陽が代表取締役会長に、専務取締役松川陽一が代表取締役社長にそれぞれ就任。

## 店舗
- 加盟店：210店舗（2022年12月末）

## グループ企業
- カーライフホリデー株式会社

## その他
- THE21（PHP研究所／2001年発行）11月増刊号「あのヒット商品はこうして作られた!!」（P92～P93）に同社サービスが掲載。開発時の苦労などが、マンガで描かれている。

- 2001年頃に、タレントの久本雅美を起用したCMが放送された。
- 2005年には、モデルの久瑠あさ美を起用。
- 2009年12月から2011年5月までネプチューンの堀内健を起用していた。
- 2014年1月から3月のキャンペーンでは、イタリア発の玩具キャラクターロディとのコラボを実施している。
- 2021年8月 オリコン顧客満足度®調査「車検ランキング」でホリデー車検が総合1位
- 2022年8月 オリコン顧客満足度®調査「車検ランキング」でホリデー車検が総合2位
- 2023年8月 オリコン顧客満足度®調査「車検ランキング」でホリデー車検が総合1位